# Ґрабіна (Плоцький повіт)
Ґрабіна (пол. Grabina) — село в Польщі, у гміні Лонцьк Плоцького повіту Мазовецького воєводства.
Населення — 431 особа (2011).
У 1975-1998 роках село належало до Плоцького воєводства.

## Демографія
Демографічна структура станом на 31 березня 2011 року:
|          | Загалом | Допрацездатний вік | Працездатний вік | Постпрацездатний вік |
| -------- | ------- | ------------------ | ---------------- | -------------------- |
| Чоловіки | 211     | 35                 | 160              | 16                   |
| Жінки    | 220     | 35                 | 139              | 46                   |
| Разом    | 431     | 70                 | 299              | 62                   |